# Tobias Habenicht
Tobias Habenicht (* 27. September 1993) ist ein österreichischer Skilangläufer.

## Werdegang
Habenicht, der für den SU Klagenfurt-Kärnten startet, nahm von 2008 bis zur 2013 an U18 und U20 Rennen im Alpencup teil. Beim Europäischen Olympischen Jugendfestival 2011 in Liberec kam er auf den 36. Platz über 7,5 km Freistil, auf den 32. Rang über 10 km klassisch und auf den 17. Platz im Sprint. Seine besten Ergebnisse bei den Nordischen Junioren-Skiweltmeisterschaften 2012 in Erzurum waren der 41. Platz im Sprint und der 14. Rang mit der Staffel. Bei den Nordischen Junioren-Skiweltmeisterschaften 2013 in Liberec belegte er den 17. Platz mit der Staffel und den 12. Rang im Sprint. Im Dezember 2013 startete er in St. Ulrich am Pillersee erstmals im Alpencup und errang dabei den 41. Platz im Sprint. Anfang 2015 wurde er österreichischer Meister über 10 km klassisch und lief bei den U23-Weltmeisterschaften in Almaty auf den 42. Platz über 15 km Freistil, auf den 41. Rang im Sprint und auf den 40. Platz im Skiathlon. Im folgenden Jahr kam er bei den U23-Weltmeisterschaften in Rasnov auf den 61. Platz über 15 km klassisch, auf den 49. Rang über 15 km Freistil und auf den 36. Platz im Sprint. Sein Debüt im Weltcup hatte er im Januar 2018 in Dresden, das er auf dem 54. Platz im Sprint beendete. Bei den nordischen Skiweltmeisterschaften 2019 in Seefeld in Tirol belegte er den 56. Platz im Sprint. Anfang März 2019 holte er beim Balkan Cup in Ravna Gora über 10 km Freistil und 10 km klassisch seine ersten Siege im Skilanglauf-Continental-Cup. Im Dezember 2019 wurde er österreichischer Meister im Sprint. Im folgenden Jahr holte er in Dresden mit dem 13. Platz im Teamsprint seine ersten Weltcuppunkte.

## Erfolge

### Siege bei Continental-Cup-Rennen
| Nr. | Datum        | Ort        | Disziplin       | Serie      |
| --- | ------------ | ---------- | --------------- | ---------- |
| 1.  | 2. März 2019 | Ravna Gora | 10 km klassisch | Balkan-Cup |
| 2.  | 3. März 2019 | Ravna Gora | 10 km Freistil  | Balkan-Cup |
| 3.  | 7. März 2020 | Pokljuka   | Sprint Freistil | Balkan-Cup |

### Medaillen bei nationalen Meisterschaften
- 2014: Bronze über 30 km
- 2015: Gold über 10 km
- 2016: Silber in der Verfolgung
- 2017: Bronze in der Verfolgung
- 2018: Bronze über 50 km Skiroller
- 2020: Gold im Sprint